# 安哥拉鮋
安哥拉鮋，為輻鰭魚綱鮋形目鮋亞目鮋科的一種熱帶海水魚，其种加词“angolensis”意为“安哥拉的”。分布於東大西洋茅利塔尼亞至安哥拉海域，棲息深度20-311公尺，體長可達25公分，棲息在沿岸砂泥底質底層水域，生活習性不明，可做為食用魚。